# Anuradha Koirala
Anuradha Koirala (nepalès: अनुराधा कोइराला)  (Rumjatar, 14 d'abril de 1949) és una activista social nepalesa i la fundadora i directora de Maiti Nepal (en nepalès, माइती नेपाल), una organització sense ànim de lucre que ajuda a les víctimes de tràfic de persones al Nepal. El 17 de gener de 2018 va ser nomenada pel Govern del Nepal la primera dona governadora de la província de Bagmati del Nepal.

## Biografia
Anuradha Koirala, filla del coronel Pratap Singh Gurung i de Laxami Gurung, va néixer a Rumjatar (Nepal), el 14 d'abril de 1949. Va ser educada en una escola a la muntanya a Kalimpong (Índia), on va començar la seva devoció per l'ajuda social.
Va ensenyar anglès a nens i nenes en diverses escoles a Katmandú durant 20 anys, fins que el 1993 va fundar l'organització Maiti Nepal amb la intenció d'oferir serveis i ajudes a les nenes i dones que pateixen explotació sexual.

## Premis i reconeixements
- Millor treballadora social de l'any (1998).
- Medalla de membre de primera classe de l'Ordre de Gorkha Dajshin Bahu (1999).
- Premi Trishaktipatta (2002).
- Premi «Courage of Conscience» per la fundació «The Peace Abbey» (2006).[1]
- Premi Alemany UNIFEM (2007).[2]
- Medalla d'or Reina Sofia (2007).
- Va rebre el premi CNN Heroes 2010 a Los Angeles, Califòrnia.[3] Va ser presentada per Demi Moore i Ashton Kutcher a l'escenari.[4] Va rebre 100.000 dòlars estatunidencs per continuar el seu treball amb Maiti Nepal, a més de 25.000 dòlars estatunidencs com a mostra d'agraïment per part de CNN.[4][5]
- Premi Mare Teresa (2014).[6]
- Koirala va rebre el quart premi civil més alt de l'Índia, el Padma Shri, a l'abril de 2017 pel president Pranab Mukherjee.[7][8][9]
- Premi G.O.D. (2018).[10]

## Maiti Nepal
Maiti Nepal (en nepalès, माइती नेपाल) és una organització sense ànim de lucre fundada per Anuradha Koirala el 1993. L'objectiu d'aquesta fundació és el de rescatar i rehabilitar a les nenes i dones que són venudes per a l'explotació sexual al Nepal.
Després de l'establiment com a organització, Maiti Nepal va començar la seva tasca humanitària construint una llar per a que les persones sense sostre tinguessin un lloc on quedar-se. Avui en dia, Maiti Nepal té tres cases de protecció, onze cases de trànsit, dos hospicis i una escola.
Com el seu propi nom indica, Maiti Nepal («Maiti» vol dir «casa de la mare» en nepalès) és un refugi per a totes aquelles dones i nenes que són rescatades dels bordells de l'Índia. Les dones s'allotgen en aquestes cases durant la seva rehabilitació i, quan aquesta acaba, són lliures d'abandonar la casa per tornar amb la seva família. En molts casos, els pares es neguen a acollir a les seves filles, de manera que les dones es queden en aquestes cases de rehabilitació fins que aconsegueixen independitzar-se.

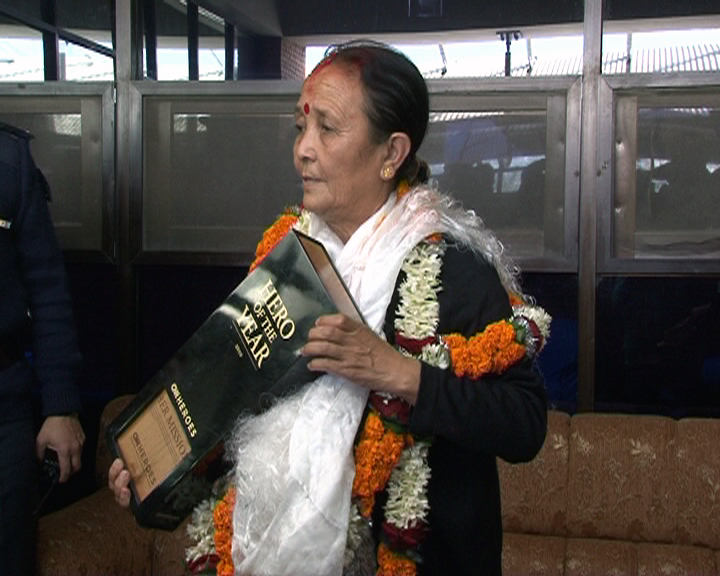
Anuradha Koirala amb el premi CNN Hero, 2010
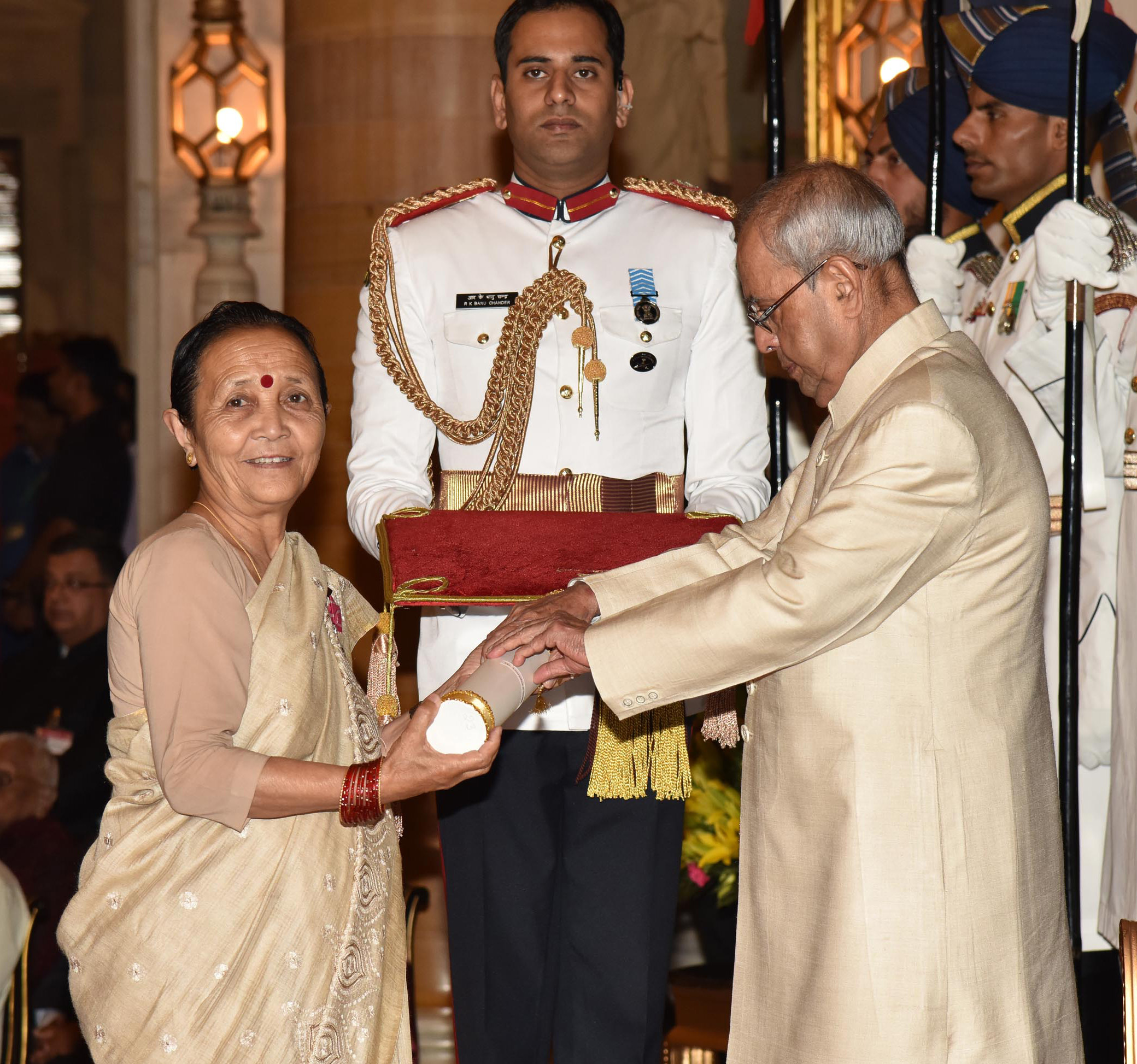
Anuradha Koirala rebent el premi Padma Shri pel president Pranab Mukherjee en la Cerimònia d'Investidura el 13 d'abril de 2017 a Nova Delhi

Entre 1993 i 2011, Koirala i la seva organització han ajudat a rescatar i rehabilitar a més de 12.0000 nenes nepaleses i a rescatar 45.000 nenes i dones de ser traficades a la frontera Indo-Nepal. A més, més de 1.000 nens reben serveis directes de Maiti Nepal cada dia.
D'altra banda, Maiti Nepal també treballa en reunir les dones rescatades amb els seus familiars, a patrullar la frontera Indo-Nepal amb l'ajuda de la policia i amb altres autoritats. A més, ha ajudat a empresonar a centenars de delinqüents que traficaven amb nenes i dones.
Maiti Nepal ofereix diverses activitats, com campanyes de consciència, programes de sensibilització, operacions de rescat, detencions de traficants, proporciona suport legal per a les necessitades, programes d'apoderament de la dona, entrenaments i proporciona teràpies antiretrovirals a nenes i dones afectades pel VIH.